# Chiesa della Visitazione (Taormina)

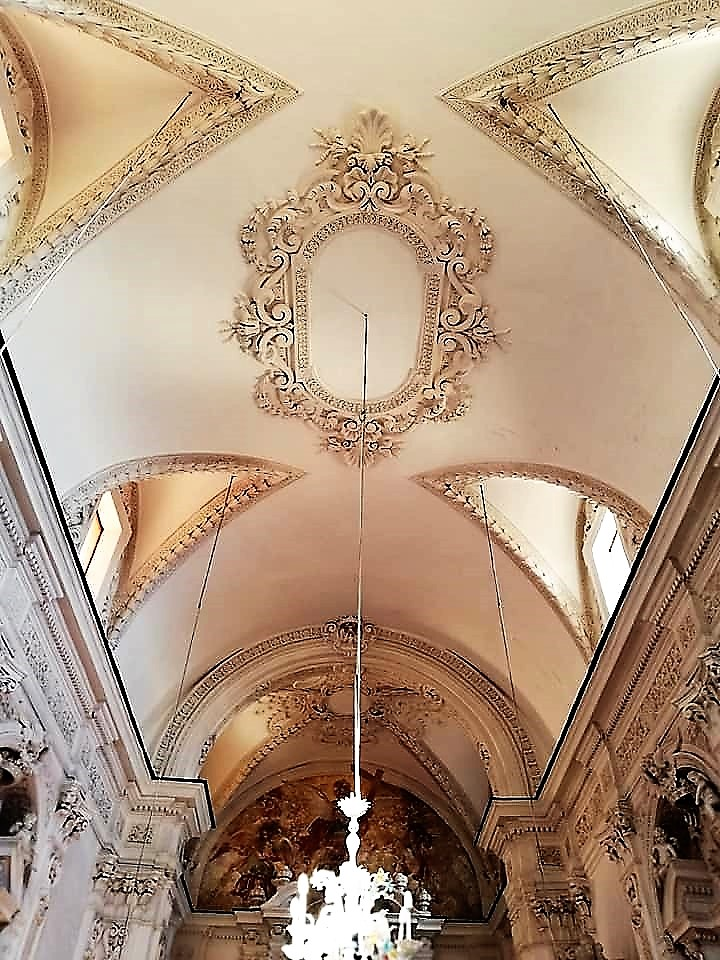
Volta navata.

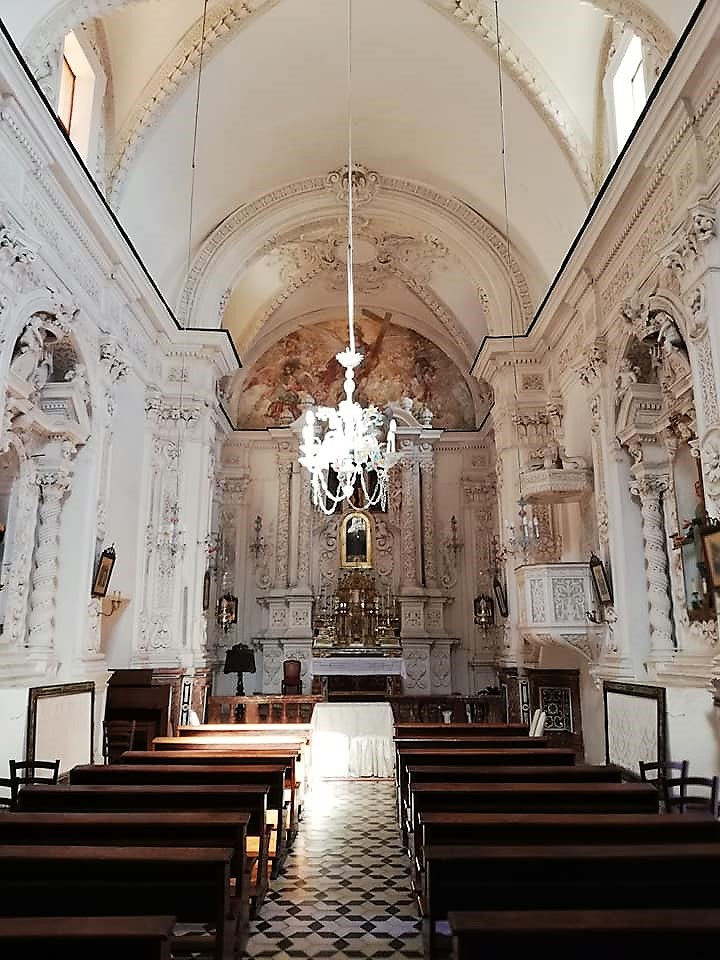
Navata.

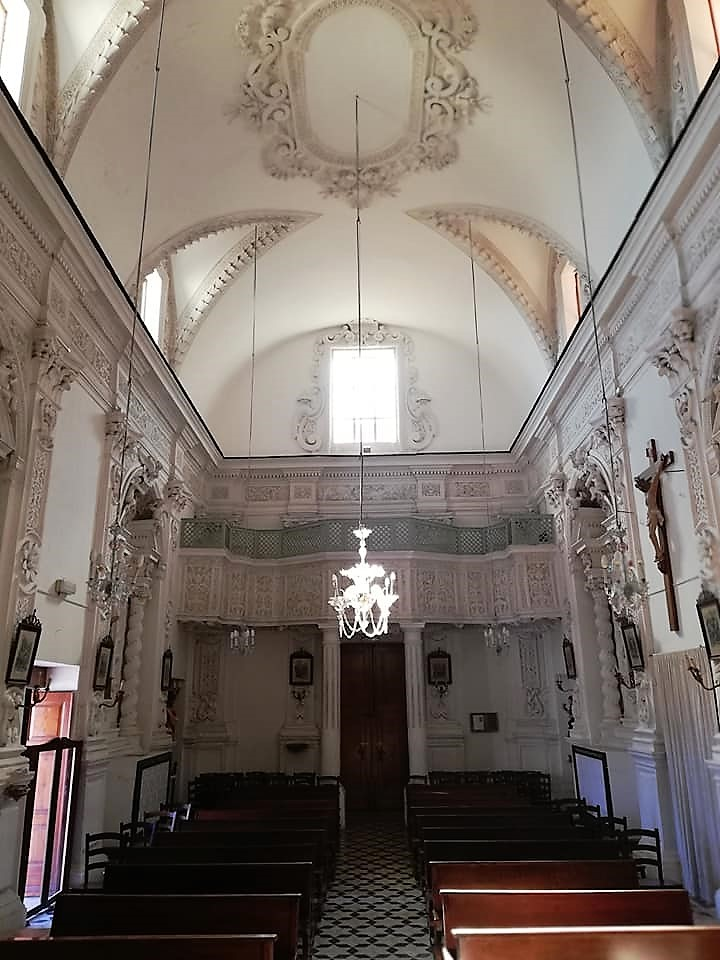
Controfacciata.

La chiesa della Visitazione o del Varò è un luogo di culto di rito cattolico ubicato in via Conte Ruggero (direttrice per via Tommaso Fazello) - Piazzetta del Varò - nel centro storico di Taormina. Appartenente all'arcidiocesi di Messina-Lipari-Santa Lucia del Mela, vicariato di Taormina sotto il patrocinio di San Pancrazio Vescovo, arcipretura di Taormina, parrocchia di San Nicola di Bari.

## Storia

### Epoca bizantino - arabo - normanna
Lo studio della cripta e altri manufatti collocano l'origine degli impianti nei primordi dell'era cristiana, quale primitivo luogo di culto e assembramento cittadino.

### Epoca spagnola
Ingrandimento e restauri condotti dai benefattori della famiglia Romano, nella persona di Giovanni Romano e Dente, come si rileva dagli stemmi presenti sulle statue raffiguranti San Gaetano di Thiene e San Francesco di Paola.

### Epoca contemporanea
La chiesa nelle forme attuali in seguito a parziale riedificazione, ingrandimenti e restauri, fu eretta a spese del cavaliere Blasio Corvaja sul finire del XVIII secolo, l'opera fu completata dal fratello Sigismondo all'inizio del XIX secolo, come si evince da un'iscrizione riportata sul pulpito.
Negli ultimi decenni del XIX secolo si registra il declino della primitiva confraternita.

## Esterno
Il portale - rivolto a mezzogiorno - presenta una soglia, stipiti ed architrave in pietra di Taormina. Il varco d'accesso è sormontato da una finestra con davanzale e stipiti in pietra di Siracusa, apertura a sua volta sovrastata da una finestrella chiusa a mattoni.
Nel prospetto est - prospiciente Piazza del Varò - si apre un altro varco, al quale si accede attraverso una breve scala a doppia rampa con sviluppo isoscele munita ringhiera in ferro battuto, questo portale ha stipiti ed architrave in marmo rosa di Taormina. In alto, a distanza simmetrica, si aprono tre finestre con stipiti ed architrave a semiarco in pietra di Siracusa, dello stesso stile della finestra della facciata principale.
Nella parte posteriore della chiesa c'è il piccolo campanile incorporato nella fabbrica, di cui costituisce lo spigolo di nord - est, esso è sostenuto da due archi, uno è nella facciata est e l'altro nella facciata nord, i quali sono sovrastati da due finti archetti in muratura. La minuscola torre campanaria ha un'apertura con varco sulla facciata est.

## Interno
Impianto a navata unica con altari in stucco addossati alle pareti laterali. Tutti gli altari minori presentano la stessa architettura e la medesima decorazione plastica. Un paliotto in tessuto orna la mensa. La sopraelevazione è incassata fra lesene con rilievi, all'interno dell'arcata costituita da colonne tortili con rilievi sormontate da capitelli corinzi che sorreggono timpani ad arco spezzato con putti sulle cimase. Lo stemma intermedio reca una diversa iscrizione.

### Parete destra
- Vano con piedistallo e statua raffigurante il Sacro Cuore di Gesù.

- Prima campata: Cappella di Santa Rosalia. Nicchia con statua raffigurante Santa Rosalia del XVIII secolo. Nello stemma intermedio coronato l'iscrizione: "ROSOLIA SEI DEL ... ROSA VERMIGLIA GIGLIO DI PVRITA' DI CRISTO FIGLIA ...".
- Varco laterale destro: ingresso piazzetta del Varò.
- Seconda campata: Cappella di Santa Maria Elisabetta. Nicchia con statua raffigurante Santa Maria Elisabetta del XVIII secolo. Nello stemma intermedio coronato l'iscrizione: "MARIA ELISABETTA HVMILE HONORA GIOVANNI IN SENO IL SALVATORE ADORA ...". Nel cartiglio in basso la dicitura "VARO' ".
  - Pulpito.

### Parete sinistra
- Vano con piedistallo e statua raffigurante Santa Lucia.

- Prima campata: Cappella di San Gaetano di Thiene. Nicchia con statua raffigurante San Gaetano di Thiene del XVII secolo. Nello stemma intermedio coronato l'iscrizione: "... DISFAR I MOSTRI D'ERESIE GAETANO ...".
- Seconda campata: Cappella di San Francesco di Paola. Nicchia con statua raffigurante San Francesco di Paola del XVII secolo.
  - Organo.

### Altare maggiore
Il presbiterio è delimitato da una balaustra in marmo rosso locale, la volta a crociera sulla parete nord sovrasta un lunettone recante l'affresco Trionfo della Croce del 1699, opera di Vincenzo Tuccari, raffigurante tra i personaggi San Michele Arcangelo crocifero, attorniato da schiere d'angeli festanti. Completano le decorazioni un ricco apparato plastico in stucco con cordoli, costoloni, fregi, stemmi e volute.
Su un doppio ordine di plinti coppie di colonne binate dai fittissimi rilievi con sviluppo elicoidale disposte con prospettiva convessa, sorreggono un timpano ad arco spezzato con baldacchino intermedio a cupola con cortine. Sulle cimase e sulle estremità dell'architrave sono presenti vasotti acroteriali. All'interno della coppia di colonne intera ed aggettante, putti dispiegano i panneggi. Nell'ordine verso l'alto: il tabernacolo in metallo nobile, la nicchia contenente il simulacro della Madonna Addolorata, un Crocifisso ligneo e due dipinti sotto i rispettivi bracci.
A destra dell'altare maggiore è incastonata alla parete la tomba del conte Giovanni Romano e Dente († 11 agosto 1699), con la statua dormiente del nobile patrocinatore di molti ambienti del luogo di culto. Notevole il pavimento maiolicato dell'area presbiterale.
Custodito su un altare minore è documentato un antico dittico oggi in mostra nel Museo regionale di Messina, dipinto a tempera su tavola raffigurante la Visitazione di Maria Vergine, opera del pittore Antonino Giuffrè, autore del trittico sullo stesso tema custodito basilica cattedrale di San Nicola di Taormina.

## Cripta

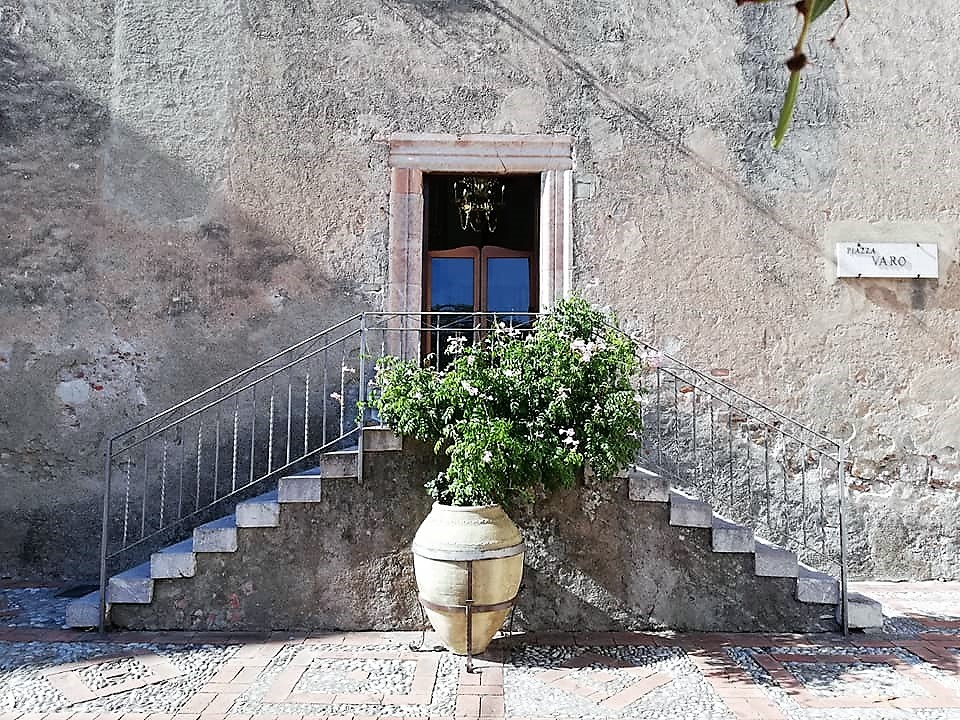
Ingresso laterale destro.

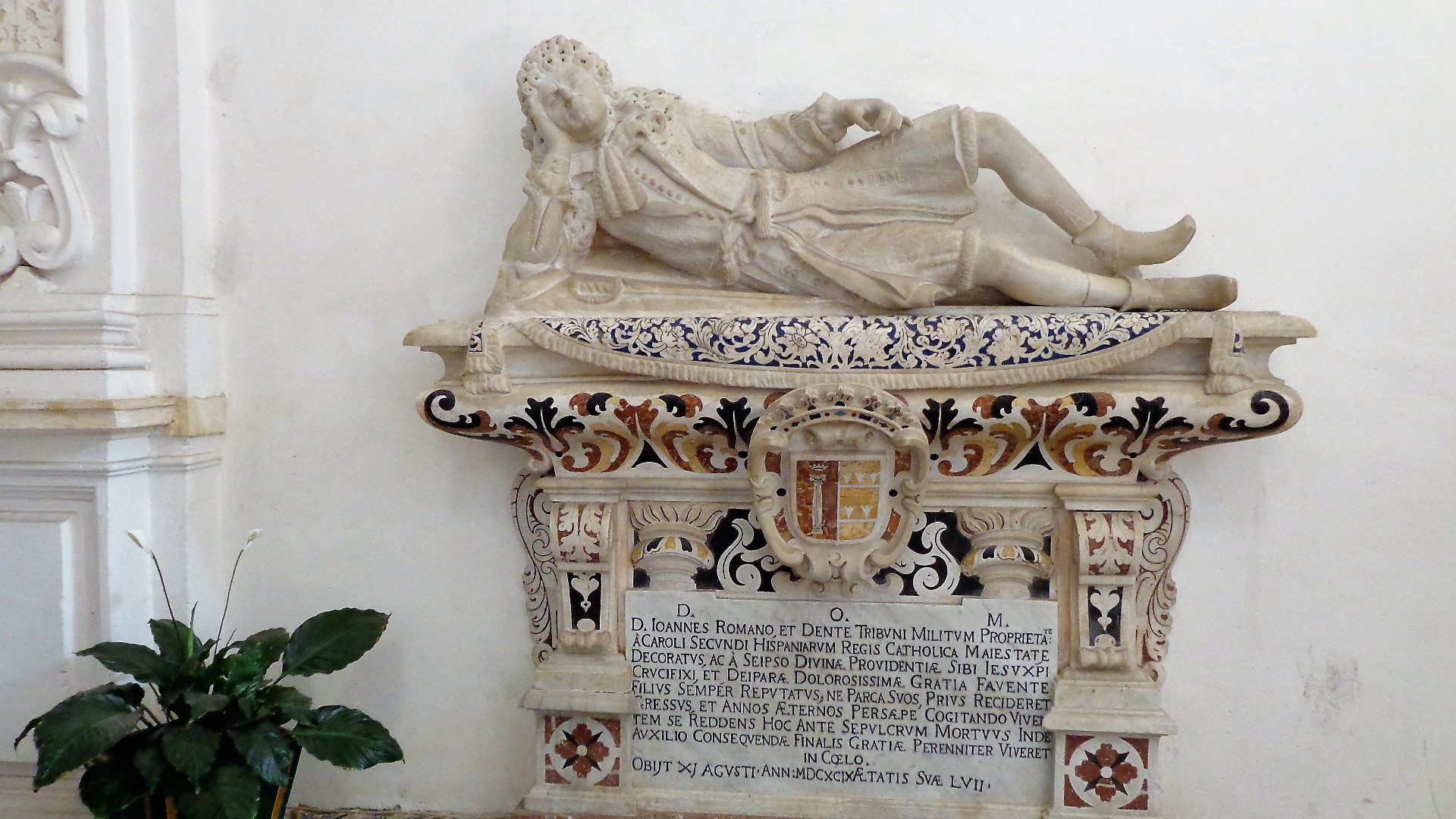
Monumento funebre Romano e Dente.

Come primitivo centro d'aggregazione cristiano, l'ambiente retrodata la datazione degli edifici preesistenti collocandoli in epoca bizantino - araba.
Iscrizione della lapide marmorea:

## Confraternita
Confraternita della Visitazione, sodalizio riservato a componenti con titolo nobiliare, d'origine spagnola dal quale deriva il termine Varò. La componente maschile aveva il privilegio di condurre la statua dell'Addolorata durante i riti della Settimana Santa.
Dopo lo scioglimento della primitiva confraternita, nel 1893 è ricostituita la Congregazione del Varò o Congregazione dell'Addolorata, istituzione fondata col consenso dell'arcivescovo Letterio D'Arrigo Ramondini. Oggi il sodalizio conta quasi un migliaio di consorelle, fanciulle e bambine, che ha avocato a sé il privilegio e l'onere di condurre il simulacro in processione.

## Festività
- Riti pasquali di Taormina. Da questa chiesa prende avvio una delle processioni più sentite e caratteristiche, quella del Venerdì Santo. In un'atmosfera irreale, inconsueta, in un'ambientazione medievale, tutte vestite di nero le consorelle della Congregazione della Madonna Addolorata, a turno conducono a spalla la vara della Madonna Addolorata. Tutte le altre disposte ai lati di lunghissimi condoni con le candele accompagnano le varette lungo il centro storico, illuminato da torce appese ai muri.

## Galleria d'immagini

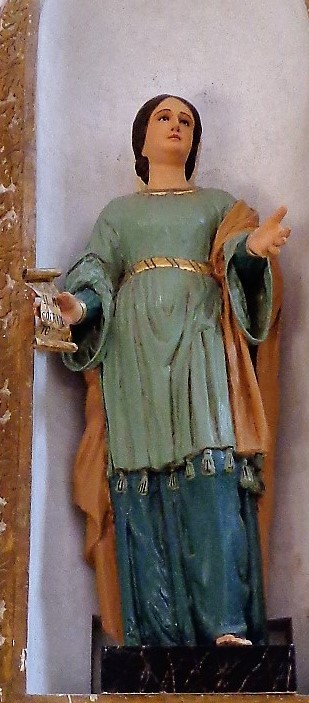
Santa Maria Elisabetta
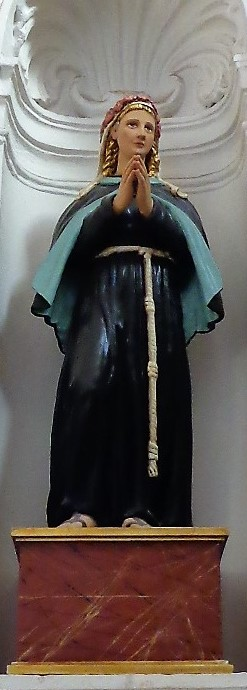
Santa Rosalia
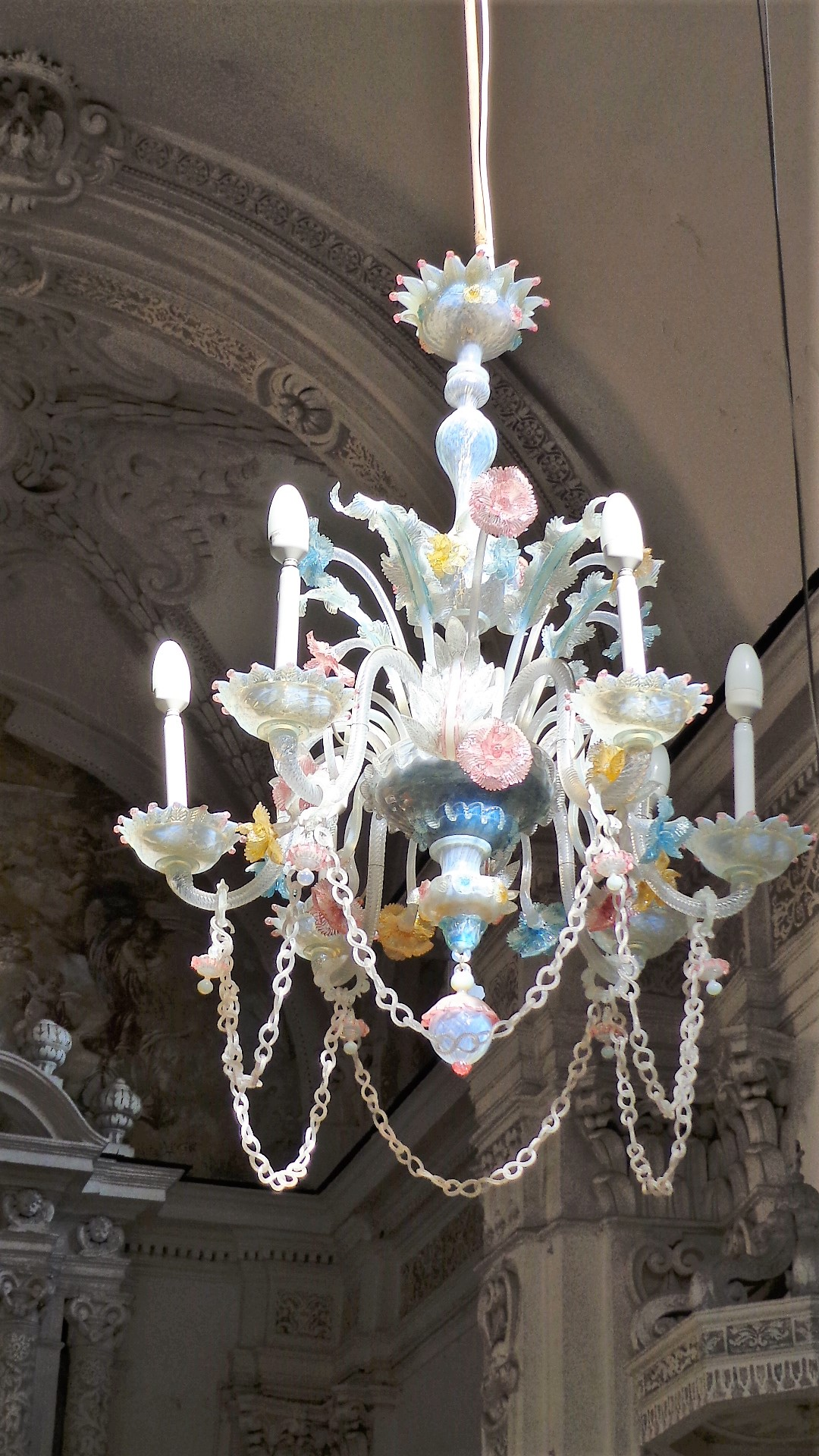
Lampadario
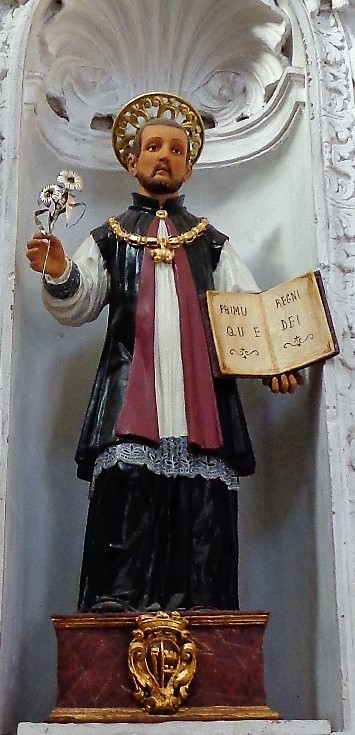
San Gaetano di Thiene
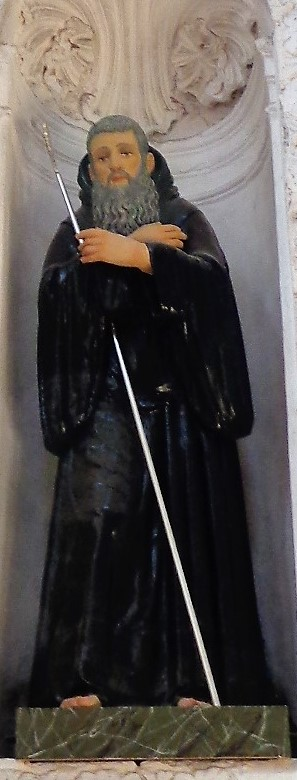
San Francesco di Paola